# Gao Sheng (football)
Cet article concerne le footballeur chinois. Pour le commandant chinois, voir Gao Sheng.
Gao Sheng (chinois : 高升) (né le 10 mai 1962 à Shenyang dans le Liaoning) est un joueur de football international chinois, qui évoluait au poste de milieu de terrain, avant de devenir entraîneur.

## Biographie

### Carrière de joueur

#### Carrière en sélection
Avec l'équipe de Chine, il dispute 31 matchs (1 but inscrit) entre 1985 et 1990. Il figure notamment dans le groupe des sélectionnés lors de la Coupe d'Asie des nations de 1988.
Il participe également aux Jeux olympiques de 1988. Lors du tournoi olympique, il joue trois matchs : contre la RFA, la Suède, et enfin la Tunisie.